# Liste der Monuments historiques in Saint-André-d’Huiriat
Die Liste der Monuments historiques in Saint-André-d’Huiriat führt die Monuments historiques in der französischen Gemeinde Saint-André-d’Huiriat auf.

## Liste der Bauwerke
| Bezeichnung     | Beschreibung                  | Standort | Kennzeichnung | Schutzstatus | Datum | Bild           |
| --------------- | ----------------------------- | -------- | ------------- | ------------ | ----- | -------------- |
| Kirche St-André | Erbaut ab dem 10. Jahrhundert | (Lage)   | PA00116542    | Inscrit      | 1947  | weitere Bilder |

## Liste der Objekte
- Monuments historiques (Objekte) in Saint-André-d’Huiriat in der Base Palissy des französischen Kultusministeriums